# Eclipse Aerospace
Pour les articles homonymes, voir Éclipse (homonymie).
Eclipse Aerospace est un constructeur aéronautique américain basé à Albuquerque, au Nouveau-Mexique, sur l'aéroport international d'Albuquerque.
Eclipse est spécialisé dans les très petits jets d'affaires.
En 2009, la société Eclipse Aerospace reprend les activités d'Eclipse Aviation, relançant la production de l'Eclipse 500 et lançant le développement d'un plus petit modèle,,.
La première livraison de l'Eclipse 550, version améliorée de l'Eclipse 500, a eu lieu le 12 mars 2014,
Eclipse Aerospace fusionne avec Kestrel Aircraft en 2015 pour former One Aviation.